# Issa (obwód penzeński)
Issa (ros. Исса) – osiedle typu miejskiego w Rosji, w obwodzie penzeńskim, ośrodek administracyjny rejonu issińskiego. W 2010 liczyło 5418 mieszkańców.